# 童話天地
《童話天地》（英語：Mixed-Up Fairy Tales）為1991年由雪乐山為IBM PC相容機所推出之平台遊戲。臺灣則由軟體世界代理發行。

## 操作
遊戲開始，玩家從6個角色選擇其一，並予以命名。遊戲類似角色扮演游戏，需控制人物解謎以完成故事。

## 故事
在圖書館內的某本書，魔法龍Bookwyrm突然現身，要求玩家幫忙拯救被Bookend破壞而混亂的童話世界。
故事中，5個著名的童話故事：灰姑娘、美女與野獸、不来梅的城市乐手、傑克與豌豆、白雪公主的主人翁，受到Bookend的阻撓，造成故事無法繼續下去。例如，王子找不到灰姑娘，因為她的玻璃鞋被偷了。傑克遺失了斧頭，以致不能砍掉豆莖。白雪公主迷路，需要幫助才能找到七個小矮人的房子等等。

## 外部連結
- 莫比游戏上的《童話天地》（英文）
- 游戏下载 （页面存档备份，存于）
- 童話天地 （页面存档备份，存于），骨灰集散地